# Русско-византийский стиль в архитектуре
Ру́сско-византи́йский сти́ль в архитекту́ре — направление в архитектуре, базировавшееся на соединении декора древнерусской архитектуры и приёмов русского классицизма. Стиль зародился в Российской империи в первой половине XIX века. Основоположником данного стиля часто называют архитектора Константина Тона. Оформившийся в начале 1830-х годов как целостное направление, русско-византийский стиль был неразрывно связан с теорией официальной народности, выражая государственную идеологию императора Николая I, а также политическую и конфессиональную преемственность России по отношению к Византии. Термин «русско-византийский стиль» возник в период формирования стиля, но часто сокращался современниками до «византийского стиля». В академической литературе закрепился термин «русско-византийский стиль».
Основы русско-византийского стиля в архитектуре были заложены в 1820-х годах архитекторами позднего русского классицизма — Николаем Ефимовым, Авраамом Мельниковым и Василием Стасовым. Расцвет русско-византийского стиля в русской церковной архитектуре начался с 1830-х годов и был связан с деятельностью архитектора Константина Тона. Вариант стиля, разработанный Константином Тоном, был весьма относительно «византийским», так как в нём не применялись византийские формы. Для него характерно сочетание классицистических монументальных объёмов с деталями, выполненными по мотивам соборов Московского Кремля и памятников владимиро-суздальской школы.
Начавшийся в ходе развития русско-византийского стиля сбор материалов о древнерусском искусстве привёл к формированию российской архитектурно-реставрационной школы, что способствовало развитию с 1850-х годов отдельных направлений — русского стиля, основанного на глубоком изучении архитектуры России допетровского времени, и неовизантийского стиля, основанного на глубоком изучении архитектуры раннехристианского Рима и стран христианского Востока.

## История

### 1800—1820-е годы. Поиски национального стиля
На рубеже XVIII—XIX века деятели русской культуры впервые предприняли попытки профессионально разобраться в различиях русского и западноевропейского искусства эпохи Средневековья. Характерной в этом отношении стала экспедиция 1809—1810 годов, организованная Алексеем Олениным, с целью «открытия и описания древних достопамятностей». Маршрут экспедиции включал Великий Новгород, Тверь, Можайск, Калугу, Зарайск, Рязань и другие древние города. Таким образом, Алексей Оленин стал инициатором нового вида деятельности по изучению древнерусского искусства, которое у современников получило название «художественной археологии». Систематический характер данные изыскания приняли не сразу, прерванные Отечественной войной 1812 года. С другой стороны, Отечественная война дала толчок к росту патриотических настроений в обществе, что сказалось на изучении исторических памятников и развитии искусства. Возникла «живопись народных сцен», в литературе — обращение к фольклору и народному языку. В 1820—1830-е годы ознакомлением публики с «историческими достопамятностями» занимался журнал «Отечественные записки».
«Художественная археология» оказала большое влияние на формирование национального направления в русском искусстве XIX века. От успехов деятельности «археологов» позже зависело формирование русско-византийского стиля, так как они обеспечивали архитекторов-практиков необходимыми сведениями об исторических памятниках, которые могли стать прообразом для современного зодчества. В период кризиса русского классицизма в первой трети XIX века, в русской художественной культуре стало зарождаться новое стилистическое направление, противопоставлявшее себя «западничеству» русской готики и экзотическому ориентализму, ориентированное на использование русских архитектурных прототипов. В 1820—1830-х годах возник всплеск интереса к историческому прошлому России, к проблеме самобытности, особенностям древнерусской архитектуры.
Только возникающее в 1820-х годах в России искусство реставрации памятников требовало уже более тщательных историко-архитектурных исследований. Представления о целях и методах реставрации в тот период сильно отличались от современных. Характерные примеры — «возобновления» двух древних сооружений: Спасо-Преображенского собора в кремле Нижнего Новгорода и Десятинной церкви в Киеве. Необходимость перестройки нижегородского собора возникла ещё в 1816 году, но только в 1827 году был объявлен конкурс на снос старого здания и строительство нового, «избрав лучший образец действительно древних соборов». Николай I, изучив проекты, постановил, что окончательный вариант следует разработать «придерживаясь елико возможно старинного вида собора». Новый проект в 1828 году разработал Авраам Мельников. Построенный к 1835 году храм совмещал «схему» исторического памятника и элементы классицистической «регулярности». Доминирование в здании традиционных черт позволяет поставить собор в ряд первых по времени построек в русско-византийском стиле.
Если при постройке нижегородского храма архитектор имел возможность ознакомиться с прототипом, то по иному дело обстояло с Десятинной церковью в Киеве. Древний образец каменного зодчества был разрушен в XIII веке. В 1824 году по инициативе историка-любителя митрополита Киевского Евгения (Болховитинова), началось археологическое обследование фундаментов храма. Позже возникла идея «возобновления» церкви, проект которого разработал киевский городской архитектор Андрей Меленский. В Академии художеств не смогли прийти к единому мнению по поводу проекта, так как внешний вид Десятинной церкви не был известен. Разобраться в вопросе поручили архитектору Николаю Ефимову, который первым из русских архитекторов провёл всестороннее изучение памятника архитектуры с целью реставрационных работ. В данном деле Ефимову покровительствовал Николай Оленин, желавший, чтобы архитектор составил два проекта: один как опыт реконструкции древнего сооружения, а второй — как проект восстановления без привязки к старинному образцу, но на основе рисунка самого Оленина.
Николай Оленин также распорядился, чтобы Ефимов по пути из Киева посетил Москву, с целью осмотра старинных храмов. Там архитектор провёл ноябрь и декабрь 1826 года, а в феврале-марте 1827 года изучал древние церкви в Новгороде. Таким образом Николай Ефимов стал одним из родоначальников научного исследования древнерусской архитектуры: он первым занялся подготовкой исторических и археологических материалов по древним памятникам. Позже обмеры Ефимова послужили одним из источников для церковных проектов Константина Тона. На основе сохранившихся чертежей архитектора, предполагается его авторство реконструкции Крестовоздвиженской церкви и Спасского собора новгородского Юрьева монастыря 1823—1826 годов. Массивное луковичное пятиглавие и кубовидный объём, в сочетании с классицистическим декором фасадов данных построек, делают их наиболее ранними примерами русско-византийского стиля в церковной архитектуре.
Всего на постройку Десятинной церкви было представлено три проекта: Андрея Меленского, Николая Ефимова и Василия Стасова. В 1825 году предложения были рассмотрены императором Александром I и переданы президенту Академии художеств Алексею Оленину. Утвердили проект Стасова и 2 августа 1828 года церковь была заложена. Видный зодчий-классицист в этом проекте отказался от характерных для его творчества приёмов, создав стилизацию в духе древнего русского зодчества, основанную на крестово-купольной системе, пришедшей в древнерусскую архитектуру из византийской. Декор фасадов при этом представлял собой произвольную вариацию на тему средневековых храмов. Считается, что Десятинная церковь (1828—1842) также являлась предвестницей нового национального направления в архитектуре, которое современники позднее определили, как русско-византийский стиль.
Вторым примером поисков самобытности в архитектуре 1820-х годов стала ещё одна работа Стасова — церковь Александра Невского в русской колонии Александровка в Потсдаме (1826—1830). При разработке проекта церкви архитектор получил указание от императора создать русский «национальный» храм. Стасов выбрал в качестве прообраза средневековую архитектуру Москвы, олицетворявшую национальную самобытность русской архитектуры. В результате под Берлином был выстроен храм, который уже в советском искусствоведении описывали термином «ложновизантийский стиль». Обе постройки объединяло использование «ложновизантийской» трактовки призматического объёма с пятью куполами, поставленными на высокие барабаны. В этих двух храмах уже проявилось характерное для русско-византийского стиля сочетание классицистической монументальности объёмов с деталями, «сочинёнными по мотивам» соборов Московского Кремля и памятников владимиро-суздальской школы.
Проекты Спасо-Преображенского собора в Нижнем Новгороде и Десятинной церкви в Киеве, составленные при участии Академии художеств, получили широкую известность в архитектурных кругах. Однако, они не были характерны ни для творчества Василия Стасова, ни для Авраама Мельникова, ни для русской архитектуры того периода, оставшись на уровне отдельных экспериментов. Считается, что именно эти произведения предвосхитили русско-византийское направление в архитектуре, получившее распространение с 1830-х годов.

### 1830—1850-е годы. Расцвет русско-византийского стиля
Расцвет русско-византийского стиля в русской церковной архитектуре начался с 1830-х годов и был связан с деятельностью архитектора Константина Тона. Большое влияние на распространение стиля оказала политика государства. Идеи классицизма, с его демократической направленностью, перестали удовлетворять требованиям самодержавия, что вылилось в провозглашение теории официальной народности, воплощённой в триаде: «православие, самодержавие, народность». Новые идеологические установки отразились и на архитектурных кругах, в которых стали сомневаться в современности классицизма и его соответствии русским художественным традициям и обычаям. Внешним выражением этой теории в искусстве стал именно русско-византийский стиль.
Вторым важным фактором, оказавшим влияние на распространение русско-византийского стиля являлись художественные поиски национального стиля предпринятые в первой трети XIX, когда новые веяния стали проникать в Академию художеств, которая традиционно придерживалась классицистических устоев. В 1833 году была принята программа по архитектурному классу, предполагавшая создание проекта «огромной церкви греческого вероисповедания в византийском вкусе». В тот же год Константин Тон получил звание профессора за детальный «Проект монастыря греческого вероисповедания на сто человек штатных монахов в русско-византийском стиле». Президент Академии Алексей Оленин ещё пытался сохранить классицистические традиции, выражавшиеся в ориентации на классику Древней Греции и Древнего Рима, и в 1834 году было решено для экзаменов и конкурсов не давать заданий в иных стилях, за исключением тех случаев, когда ученики уже имели достаточное представление «об изящных пропорциях греческой архитектуры». Однако такое решение являлось лишь попыткой остановить кризис классицизма.
Тоновский вариант стиля начался с конкурса на проектирование церкви Святой Екатерины у Калинкина моста, где приёмы русско-византийского стиля впервые использовались для возведения нового сооружения. Проекты, представленные на первый конкурс 1827—1828 годов, были отклонены императором, сетовавшем, что «все хотят строить в римском стиле», в то время как «у нас в Москве, есть много прекрасных зданий совершенно в русском вкусе». Константин Тон обратился к «художественным археологам» Алексею Оленину и Фёдору Солнцеву, и на основе их рисунков составил проект в стиле русской архитектуры XVI—XVII века, который был принят Николаем I вне конкурса и прославил Тона. В эскизе церковь представляла собой типичный крестово-купольный храм с тремя апсидами и пятью луковичными главами. Национальное своеобразие постройки выражалось во внешнем декоре, заимствовавшем характерные для русской архитектуры детали: перспективный портал, аркатурный пояс, килевидные закомары, кокошники. Церковь была построена в 1831—1837 годах. Успех проекта храма связывают с тем, что Николай I увидел в его «национальных» формах прямое соответствие концепции официальной «народности».
Первый успех позволил Константину Тону продолжить проектирование храмов и часовен в русско-византийском стиле как в столице, так и в других городах. В Санкт-Петербурге архитектор возвёл несколько наиболее значимых и характерных храмов в его творчестве — полковые церкви, служившие также мемориалами Отечественной войне 1812 года. Гвардейские полки имели в столице специально отведённые территории на периферии города, с казармами, плацами, хозяйственными строениями, огородами и полковыми церквями. Константин Тон возвёл три храма такого рода: Введенский собор лейб-гвардии Семёновского полка (1836—1842), Благовещенскую церковь Конногвардейского полка (1844—1849) и Мирониевскую церковь Егерского полка (1850—1855); Гренадерскому полку была передана возведённая им Преображенская церковь на Аптекарском острове (1840—1845).
Кульминацией стиля стал Храм Христа Спасителя в Москве (1839—1883), заложенный рядом с Кремлём как памятник войне 1812 года, победа в которой была истолкована как победа православия. Проект храма продолжал линию, разработанную Тоном в эскизе церкви Святой Екатерины: древнерусский декор был соединён с жёстко симметричной структурой, воспитанной русским классицизмом. Наиболее впечатляющей особенностью храма стала просторность интерьера, обеспеченная техническими достижениями XIX века. Поддержка русско-византийского стиля на государственном уровне была «беспримерно энергичной» и способствовала его распространению по всей стране. Работа по изучению древних памятников и разработке проектов привела к появлению в 1839 и 1844 годах альбомов образцовых проектов церквей в русско-византийском стиле. Высочайшим указом императора от 1841 года эти проекты рекомендовались как эталон национально-патриотической архитектуры. Стиль был поддержан и государственным заказом, воплотившись в постройках крупных соборов по всей России.
Широкое распространение русско-византийского стиля в храмовом строительстве по всей территории Российской империи было связано в первую очередь с архитектурной программой императора Николая I. Одним из главных направлений в церковной жизни столетия стала миссионерская деятельность, часто сопровождавшаяся учреждением новых епархий — в царствование Николая I их было учреждено больше, чем за весь XVIII век. Именно новые епархии нуждались в новом храмовом строительстве. На Крайнем Севере, в Сибири и на Дальнем Востоке предстояло освоить целые области, не имевшие своей архитектурной школы. В Польше, Прибалтике и на Кавказе привить традиции православного зодчества. С учреждением новой епархии сразу ставился вопрос о строительстве кафедрального собора, поэтому чрезвычайно большое распространение получил соборный тип храма. Постепенно такие церкви по образцовым чертежам Константина Тона стали возводить не только в главных городах епархий, но и в уездных городах и даже сёлах.
Характерной чертой русско-византийского стиля стало возведение крупнейших построек «государственного» масштаба в Москве, утвердившееся в общественном мнении отношение к которой как к олицетворению народности, стали использовать идеологи самодержавия. Помимо Храма Христа Спасителя, в древней столице было возведено ещё одно крупномасштабное здание — Большой Кремлёвский дворец (1839—1849, архитекторы Константин Тон и Фёдор Рихтер). При разработке проекта были применены характерные черты русско-византийского стиля, основанные на формах соседнего Теремного дворца XVII века, в частности обрамления окон, многократно повторённые в большем масштабе. «Храм Христа Спасителя и Большой Кремлёвский дворец в совокупности должны были стать зримым олицетворением официальной доктрины, представлявшей смысл русской народности в виде союза церкви как силы идеологической и самодержавного государства как силы политической», — писала историк архитектуры Евгения Кириченко. Единое целое с Кремлёвским дворцом образовывало и возведённое по проекту Константина Тона здание Оружейной палаты (1844—1850), в строительстве которой принимали участие Николай Чичагов, Владимир Бакарев, Пётр Герасимов и другие архитекторы.
Градостроительные мероприятия в древней столице вскоре получили широкий отзвук в архитектурно-градостроительной практике провинции, в частности в городах Поволжья. Особо крупные градостроительные проекты, осуществлявшиеся практически синхронно с работами в Московском Кремле, были развёрнуты в Казанском кремле. Они вдохновлялись той же идеологической программой и разрабатывались в родственных архитектурных формах, отчасти и тем же архитектором — по проекту Константина Тона в 1845—1848 годах был возведён «дом военного губернатора с помещениями для императорских квартир» на том месте, где стоял дворцовый ансамбль Казанского ханства. Как и в Москве, где восстанавливались древние храмы Теремного дворца, в Казани в 1852—1859 годах была восстановлена примыкавшая к губернаторскому дворцу церковь Святого Духа конца XVII века, построенная на месте татарской мечети. Подобное проектирование являлось характерным примером политики русификации того времени. Работам по строительству дворца и церкви предшествовало обновление главного храма Казанского кремля — Благовещенского собора. В 1841 году по проекту Фомы Петонди к собору была пристроена выдержанная в духе раннемосковской школы и творчества Тона огромная трапезная, заслонившая первоначальное здание.
Высочайший указ 1841 года о придании русско-византийскому стилю статуса государственного соблюдался, особенно в первые годы после его обнародования, довольно строго. У Константина Тона появилось много последователей среди архитекторов, либо «привязывавших» его образцовые проекты на местности, либо самостоятельно развивавших идеи заслуженного мастера. В мастерской самого Тона разрабатывались проекты храмов для Саратова, Свеаборга, Яранска, Томска, Красноярска. Проект церкви Святой Екатерины, включённый в число образцовых, был использован при возведении церкви Ижевского оружейного завода и собора в Воронеже. Композицию Введенской церкви в Семёновском полку почти буквально воспроизвёл Александр Кутепов при строительстве Рождественского собора в Ростове-на-Дону (1854—1860). Тот же проект использовался при возведении Святодуховского кафедрального собора в Петрозаводске.
Одним из наиболее ярких последователей Тона стал петербургский архитектор Николай Ефимов — автор проекта Воскресенского Новодевичьего монастыря (1848—1860-е). В 1845 году архитектор Алексей Шевцов разработал в формах классицизма и барокко проект церкви Воскресения в Малой Коломне, который был отклонён императором. Новый проект составил Николай Ефимов, опираясь на схему, разработанную Тоном. Храм был построен к 1852 году. В 1845—1852 годах была выстроена единоверческая церковь Святого Николая («Миловская»), для проекта которой Ефимов также использовал наработки Тона. В 1851—1854 годах архитектор переработал проект церкви на поле «Полтавской баталии» 1709 года Иосифа Шарлеманя, превратив храм в ещё один характерный памятник русско-византийского стиля (в конце XIX века церковь была перестроена Николаем Никоновым в русском стиле).
Ориентировались на тоновские проекты и крупнейшие зодчие второй трети XIX века — Роман Кузьмин, Андрей Штакеншнейдер, Михаил Быковский. Придворный архитектор Штакеншнейдер использовал приёмы русско-византийского стиля в проекте церкви Святой благоверной мученицы царицы Александры. Проект был составлен по велению императора в 1851 году. Храм был заложен в том же году в Бибигоне, близ Петергофа, и отстроен к 1854 году. Церковь стала выразительным примером русско-византийской храмовой архитектуры, сочетавшим мотивы московского церковного зодчества, элементы ордерной системы и оригинальные конструктивные решения. В 1855 году по проекту архитектор была построена церковь святого Григория Богослова в Сергиевой Приморской пустыни — небольшой одноглавый храм в русско-византийском стиле, заложенный над могилой генерал-лейтенанта Григория Кушелева. Главный архитектор Министерства Императорского Двора Роман Кузьмин спроектировал и построил в 1845—1852 годах Собор Святого Апостола Павла в Гатчине. Композиционно-пространственное решение и оформление фасадов почти полностью совпадало с приёмами, разработанными Тоном. Некоторые черты русско-византийского стиля использовал в своём творчестве и такой оригинальный зодчий, как москвич Михаил Быковский. Отдельные приёмы стиля прослеживались в спроектированных им храмах — Алексиевской церкви Ново-Алексеевского монастыря (1853), Никитской церкви в Старых Толмачах (1858), Знаменской церкви в Ховрино (1868—1870).
В 1840—1850-е годы на территории Слободской Украины развивался слобожанский вариант русско-византийского стиля, связанный с проектной деятельностью Андрея Тона, брата Константина Тона. Архитектор начинал деятельность как представитель классицистической школы, однако когда его младший брат завоевал признание в столице, он последовал его начинаниям. Храмы русско-византийского стиля в его исполнении имели некоторые отличия: отказ от позакомарного перекрытия крыши и замена его скатным; использование в декоре элементов слобожанской храмовой архитектуры XVII века. По проектам Андрея Тона были построены Храм Усекновения Главы Иоанна Предтечи (1845—1857) и Свято-Троицкая церковь (1857—1860) в Харькове, Вознесенский собор в Лебедине (1858), надвратная Свято-Покровская церковь Святогорской лавры (1851).
Русско-византийский стиль оказал влияние на немецкого архитектора Филиппа Гофмана, придворного зодчего Адольфа Нассау-Люксембургского. В 1848—1855 годах он построил церковь Святой Елизаветы в Висбадене для упокоения Елизаветы Михайловны, племянницы императоров Александра I и Николая I, супруги Адольфа Нассау-Люксембургского. Первоначальный проект храма, выполненный известным архитектором Карлсруэ Г. Хюбшем был отклонён, так как не соответствовал традициям православной архитектуры. Выполнить проект поручили Гофману, который в 1846—1847 годах ознакомился с современной храмовой архитектурой России. Большое впечатления на архитектора произвели масштабы строительства храма Христа Спасителя в Москве и архитектурный замысел Константина Тона. В России Хоффман сделал эскиз будущей церкви в русско-византийском стиле.
Своеобразный вариант русско-византийского стиля воплотился в проектах и постройках Григория Гагарина. В его творчестве сочетались интерес к византийскому и древнерусскому зодчеству с глубоким исследовательским отношением к памятникам древней кавказской архитектуры. В 1840-е годы было издано литографированное «Собрание византийских, грузинских и древнерусских орнаментов и памятников архитектуры», в котором были представлены не только планы и разрезы, но также интерьеры древних построек. Гагарин не только изучал традиции, но и самостоятельно выполнял проекты церквей (военный собор и гимназическая церковь в Тифлисе, храмы в Кутаиси, Шуше, Екатеринодаре, возведённый в 1849—1853 годах Собор Святого Георгия Победоносца в Дербенте и другие). Церкви, построенные Гагариным, выполняли роль своеобразных «форпостов христианства» на юге империи. Они возводились для местного русского населения и русских солдат Кавказского корпуса, которые десятилетиями были оторваны от родины, в том числе от православных храмов. Теоретические исследования Гагарина были отражены в богато иллюстрированных изданиях «Собрание византийских, грузинских и древнерусских орнаментов и памятников архитектуры», «Происхождение пятиглавых церквей», «Строительство русских церквей» и других. Все они были пронизаны мыслью о трёх источниках древнерусской архитектуры — византийском, восточном и итальянском.
На юге Российской империи — в Приазовье, Подонье, Прикаспийской низменности, на Кубани и Ставрополье, — правительство и Святейший синод в середине XIX века разрешили вести храмовое строительство на усмотрение местных властей. Исчезновение угрозы отделения южных земель и экономический рост привели к буму храмостроительства. Новые церкви возводились преимущественно в русско-византийском стиле. К таким постройкам относились: многочисленные храмы в станицах (Нижне-Кундрюченской, Бессергентьевской, Грушевской, Манычской, Кривянской и других), соборы в крупнейших городах (собор Рождества Пресвятой Богородицы в Ростове-на-Дону, Александро-Невский собор в Краснодаре, собор во имя иконы Казанской Божией Матери на Крепостной горе в Ставрополе), церкви в Пятигорске, Славянске-на-Кубани, Новочеркасске, Кропоткине и другие. Храмы строились как по проектам Тона, так и по проектам, разработанным местными архитекторами (братья Иван и Елисей Черник). Таким образом, с середины XIX века на юге страны русско-византийский стиль получил широкое распространение, завоевав признание у местных прихожан-заказчиков.

### 1860—1900-е годы. Упадок стиля
К середине XIX века несколько процессов в общественно-политической и художественной сферах жизни привели к упадку русско-византийского стиля. На конец 1840-х годов пришлось оформление неофициального направления «русского стиля», противостоявшего государственному тоновскому направлению. С 1850-х годов культурная жизнь страны уже не поддавалась государственному контролю, а подъём освободительного движения оттеснил официальное направление на второй план.

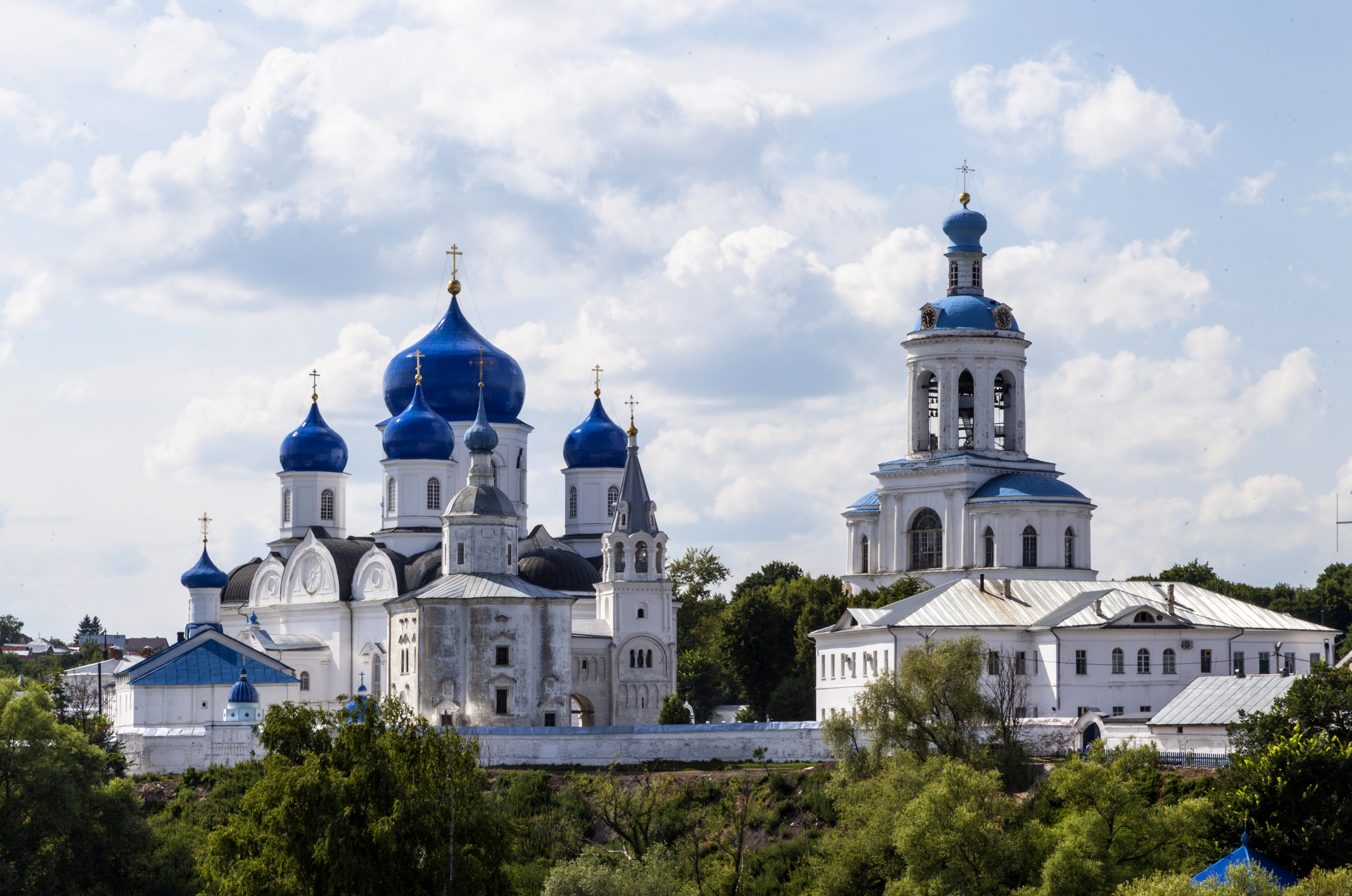
Собор в честь Боголюбской иконы Божией Матери (1855—1866), в панораме Боголюбского монастыря.

В 1860-е годы, благодаря деятельности церковно-археологических обществ и экспедиций на территорию православных государств Востока, сформировалось представление об истинных формах византийской храмовой архитектуры и внутреннего убранства церквей. Это привело к переосмыслению наследия русской старины. Храмы Суздаля, Владимира, Новгорода, Пскова, до этого считавшиеся чисто византийскими, к удивлению исследователей имели к византийской архитектуре мало отношения. С этого времени началась разработка проектов церквей с ориентацией на архитектуру Греции, Армении, Грузии и Афона. В этих традициях решалось и внутреннее убранство храмов. Новый стиль, получивший название неовизантийского, стал выразителем идеи «симфонии священства и царства», и с воцарение Александра II был провозглашён новым официальным образцом национальной храмовой архитектуры.
Во второй половине XIX века русско-византийский стиль не исчез полностью из строительной практики, так как образцовые проекты Константина Тона сохраняли значение вплоть до 1900-х годов, особенно в отдалённых от столиц районах страны — в Новгородской, Тверской епархии и других. Обычно к ним прибегали при строительстве больших монастырских или городских храмов. Вариации на тему пятикупольных церквей, опубликованные в первом и втором образцовых альбомах Тона, получили всероссийское распространение. В таком духе были выстроены Спасский собор в Пятигорске (1869), Сретенская церковь в Вытегре (1869—1873), Покровская церковь в Бологом (1885), Спасо-Преображенский собор в Глазове (1879—1889) и другие. Пятикупольные храмы, спроектированные по тоновскому образцу, неоднократно строились в монастырях в ходе их активной перестройки и расширения во второй половине XIX века. К характерным примерам относят Владимирский собор Задонского Рождество-Богородицкого монастыря (1853), собор Тихвинской иконы Божией Матери Оптина монастыря (1852—1856), собор в честь Боголюбской иконы Божией Матери Боголюбского монастыря (1855—1866), церковь Боголюбской Божьей матери Казанского монастыря Вышнего Волочека (1873) и другие храмы.

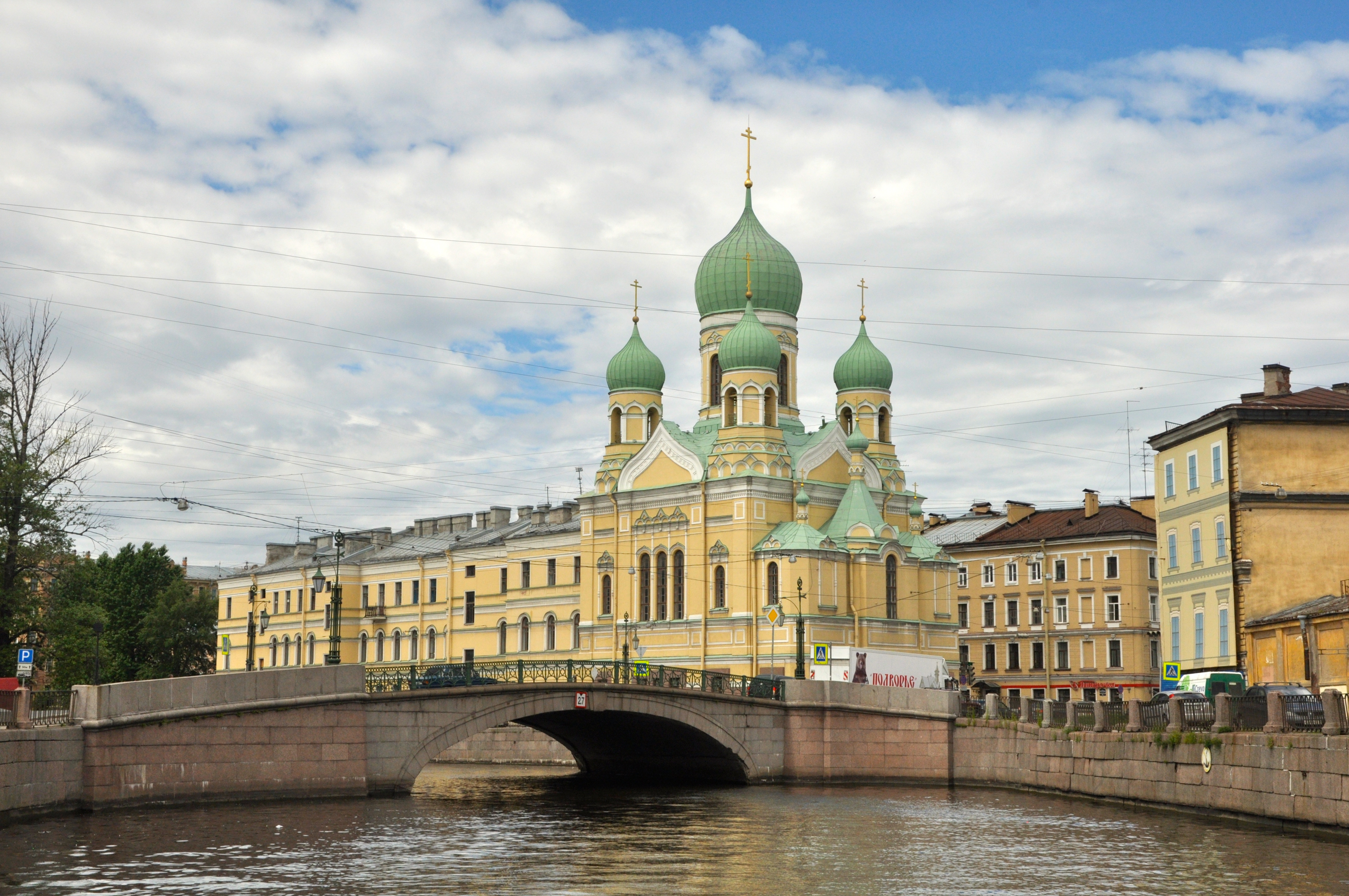
Исидоровская церковь в Санкт-Петербурге (1905—1908) — один из последних по времени примеров авторского проекта в русско-византийском стиле.

С 1860-х годов в практику архитекторов вошло эклектическое смешение форм и декора различных вариантов национального стиля и архитектуры Западной Европы — византийского, русского, романского стилей. На эклектической базе в 1850—1860-е годы было создано несколько известных построек, которые рассматривают как вариации на тему «национального», отражавшие индивидуальные пристрастия их авторов. Одним из главных примеров стал Александро-Невский Новоярмарочный собор, в котором прототипами выступили одновременно Благовещенская полковая церковь в Санкт-Петербурге Константина Тона и старинный шатровый Борисоглебский собор в Старице (1558—1561). Крупнейшим поздним памятником, в котором эклектически сочетались русско-византийский и неовизантийский стили являлся Морской никольский собор в Кронштадте (1900—1913) архитектора Василия Косякова. Ориентация на раннехристианские прототипы в здании прослеживалась скорее в интерьерах и планировке, в то время как при создании композиции и наружного декора зодчий ориентировался на древнерусские образцы — Успенский и Дмитриевский соборы Владимира, церковь Покрова на Нерли, частично на Софийский собор в Киеве. Во внешнем облике храм роднил с собором Святой Софии в Константинополе только огромный плоский купол на широком барабане.
Отдельные архитекторы продолжали самостоятельно развивать традиции храмостроительства, разработанные Константином Тоном. В период 1895—1911 годов епархиальный архитектор Казанской губернии Фёдор Малиновский спроектировал и перестроил несколько храмов в русско-византийском стиле. Образцовым проектом зодчего стала перестройка Троицкого собора в Раифском монастыре, в результате которой храм приобрёл новый вид, в «нарядном» русско-византийском стиле. На основе данного проекта архитектор позже построил ещё ряд церквей: церковь во имя Казанских святителей Гурия, Варсонофия и Германа и Макарьевскую церковь в Казани, церковь Казанской иконы Божией Матери в селе Смолдеярово. В русско-византийском стиле им были перестроены Варваринская церковь на Арском поле и собор Успения Пресвятой Богородицы в Успенском Зилантовом монастыре. Работы Малиновского имели яркий, узнаваемый почерк автора.
Русско-византийский стиль встречался и в отдельных поздних столичных постройках по индивидуальным проектам (Исидоровская церковь в Санкт-Петербурге, 1905—1908, арх. Александр Полещук; доходный дом Николо-Греческого монастыря в Москве, 1901, арх. Георгий Кайзер). Однако ближе к концу XIX века крупные соборные церкви, особенно в преуспевающих, быстро растущих городах, всё чаще сооружались по индивидуальным проектам, в иных стилях.

### Судьба построек в советский период
Коммунистический режим в XX веке более или менее терпимо относился к историческим памятникам древнерусской архитектуры, в том числе церковного зодчества (в Новгороде, Пскове и других старинных городах), однако к стилизации русско-византийского стиля XIX века отношение было нетерпимым. Выражение в постройках стиля имперской концепции официальной народности, служившее государственной идеологии, считалось неприемлемым. Вслед за сносом главного церковного сооружения русско-византийского стиля — храма Христа Спасителя в Москве — были уничтожены сотни храмов в других городах страны. Показателен пример Санкт-Петербурга, где были взорваны почти все церкви, построенные по проектам Константина Тона (за исключением перестроенного Преображенского храма на Аптекарском острове).

### Влияние на современную архитектуру

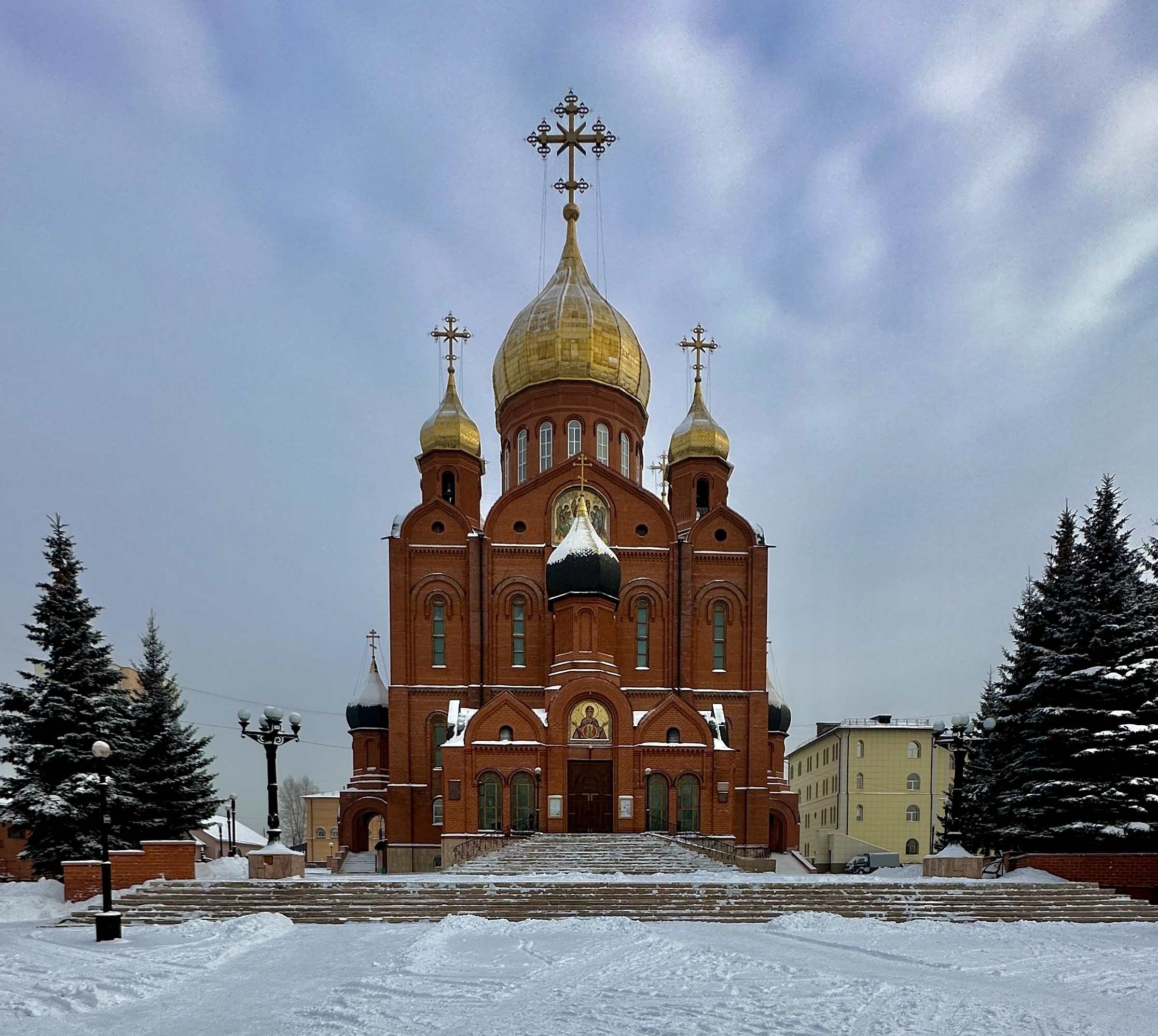
Знаменский собор в Кемерове. 1991—1996

Начиная с середины 1980-х годов в России наступил бум строительства православных храмов, сопровождающийся возрождением интереса к культовой архитектуре. Прерванная в советское время традиция храмостроительства привела к утрате опыта и знаний в части храмового зодчества, следствием чего стало копирование архитектуры храмов прошлого и поиск новых направлений строительства. Одна из стилистических тенденций современного храмостроения оформилась в «русско-византийский стиль второй волны» (или «второй русско-византийский стиль»), в котором в качестве прототипа были выбраны постройки Константина Тона. Для группы таких современных храмов характерны монументальный кубический объём, завершение пятиглавием, закомарные завершения фасадов, циркулярные и килевидные арки, пилястры.
Своеобразие второй волны русско-византийского стиля выразилось в его эклектичном смешении с приёмами неовизантийского стиля. Характерной чертой такого подхода стало совмещение типичной русско-византийской объёмно-пространственной композиции с характерной для неовизантийской архитектуры шлемовидной формой купола с плавным переходом в аркаду барабанов. Яркими примерами стали: храм в честь Святого Великомученика Георгия Победоносца в Самаре, храм Рождества Христова в Санкт-Петербурге, храм Во имя Всех Святых в земле Российской Просиявших в Екатеринбурге, храм Святого Амвросия Оптинского в Кировграде и Знаменский собор в Кемерове.
К числу особенностей современной интерпретации стиля относят подчёркнутый вертикализм построек, менее детальную проработку фасадов (отказ от характерного для русско-византийского стиля аркатурного пояса), меньшую центричность (в большинстве случаев в основе плана — равноконечный греческий креп). Наиболее близкой к главному прототипу русско-византийского стиля — храму Христа Спасителя в Москве — стала церковь Троицы Живоначальной в Орехове-Борисове в Москве (2001—2004).

## Архитектурно-художественные характеристики

### Прототипы
Средневековое русское зодчество

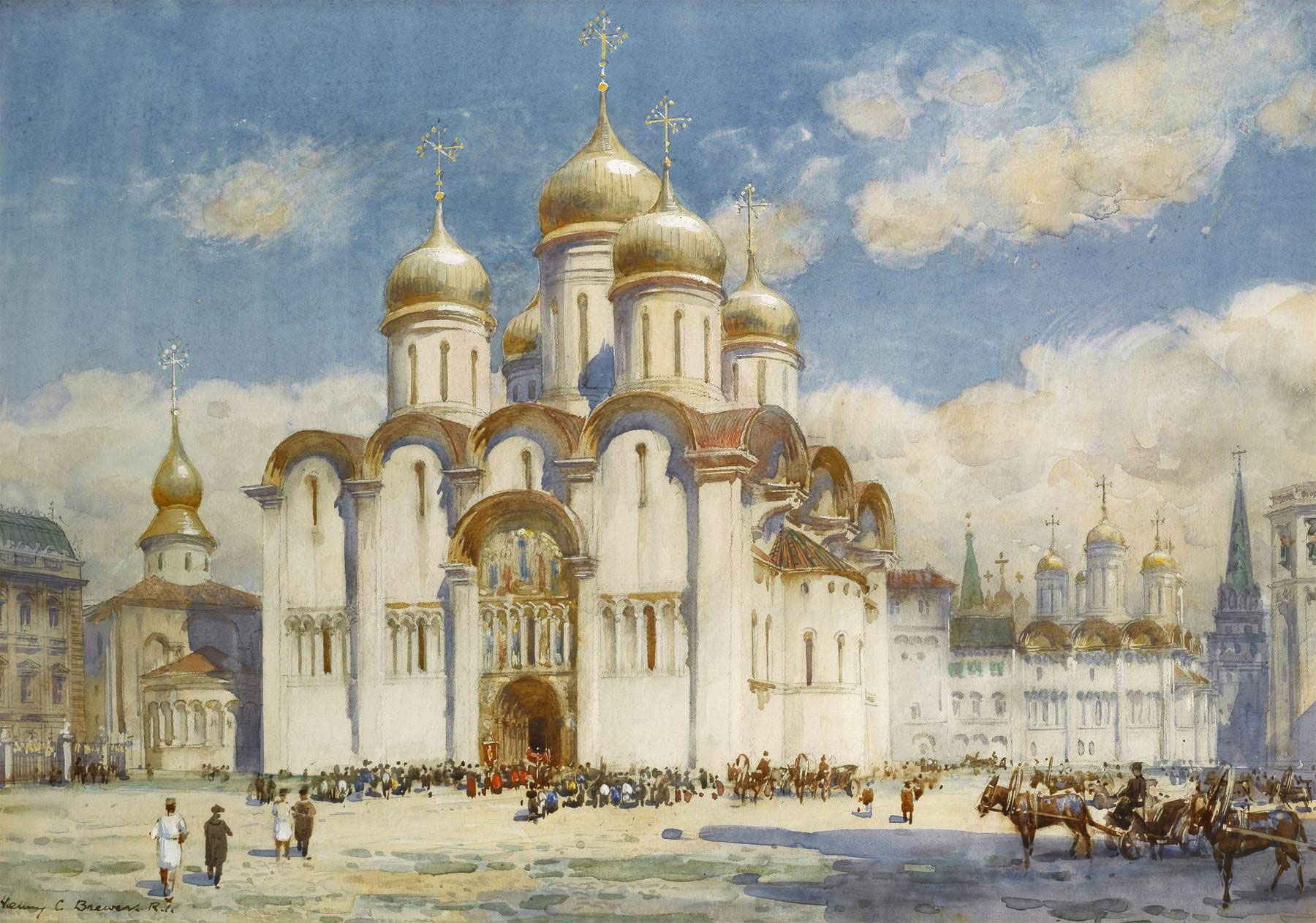
Одним из главных прототипов при создании русско-византийского стиля стал Успенский собор в Московском Кремле. На изображении — Успенский собор в XIX веке. Картина Генри Чарльза Брюэра

В качестве прототипа для русско-византийского стиля были выбраны традиции русской храмовой архитектуры допетровского времени. С середины XVIII века, с момента установления «палладиева вкуса», в русской архитектуре к ним не обращались и они были основательно забыты. Константин Тон и его последователи целенаправленно изучали средневековые русские постройки. Синод проводил сбор обмеров древних церквей. Дополнительным источником информации стали реставрационные работы в Московском Кремле, Киеве, Новгороде, Костроме и других городах. Достоверные знания о средневековой архитектуре легли в основу русско-византийского стиля. Тон использовал в качестве прототипов памятники, восходившие ко времени наибольшей популярности идеи о Москве как о третьем Риме — храмы Соборной площади в Кремле и прежде всего — Успенский собор, где венчали русский царей на царство и Успенский собор Владимира — символ «единодержавия» владимирских князей.
Для русско-византийского стиля была характерна избирательность в отношении выбора прототипов не на структурно-типологическом (тип храма или конструктивная система здания), а на стилевом уровне. Чаще всего образцами для проектирования служили церкви московской и владимиро-суздальской школ, а набор декоративных деталей был немногочисленным и заимствовался преимущественно из памятников, отличавшихся строгостью убранства. Характер интерпретации отражал генетическую связь проектирования с классической традицией, с её приверженностью к гладким стенам и лапидарности форм. По этой причине в основном вне поля зрения оставалось чрезвычайно разнообразное в декоративном убранстве русское зодчество XVII века, а также сооружения новгородской и псковской школ.
Русский классицизм
Величественным формам средневековых русских прототипов придавались классицистическая правильность, регулярность — представление о величии Древней Руси соединялись с аналогичным представлением, восходившим к русскому классицизму. Использование приёмов классицизма объяснялось тем, что его традиции ещё не были изжиты в тот период, а в постройках Тона они сознательно консервировались. «Разумное и вечное в понимании официальной идеологии отождествляется с российским самодержавием, их воплощению в сооружениях Тона в равной мере служат „русско-византийские“ формы и классицистические приёмы», — отмечала искусствовед Евгения Кириченко. Влияние классицизма проявилось в том, что «язык» русско-византийского стиля был «правильнее» и суше, по сравнению со средневековыми прототипами. Эстетические воззрения Тона выразились в чёткости, аккуратности, «сделанности» архитектурных форм. Немаловажную роль в этом играла высокая строительная культура и качество материалов, позволявших создавать идеально ровные поверхности, правильные кривые линии.
Возможность использования классицистических приёмов в русско-византийском стиле была во многом связана с официальной государственной идеологией. Воззрения представителей государственного направления в архитектуре отличались терпимостью к наследию классицизма и в целом к классической традиции, инстинктивно ощущая в ней связь и преемственность с прошлым и чертами действительности, от которых, к примеру, хотели полностью отмежеваться славянофилы. Для последних была совершенно немыслима программа, подобная выдвигавшейся Степаном Шевырёвым, выступавшим за слияние «Ватикана и Кремля», «родины Рафаэля и Москвы», «через посредство нашей невской столицы» во имя создания «чуда», «искусства русского народного нашего». Народность славянофилов кардинально отличалась от народности официальной, в которой Санкт-Петербург, выстроенный в классицистическом стиле, приравнивался к старинной Москве, в том смысле, что в нём «воздвигаются гигантские здания, зиждутся чертоги вельмож, дворцы Царские».
Отсутствие византийских форм
Особенностью стиля, разработанного Константином Тоном было отсутствие «и намёка на византийские формы», что выражалось в полном несоответствии между сооружениями, причисляемыми к русско-византийскому стилю, и подлинными образцами византийской архитектуры. Определение «византийский» использовалось в названии стиля для акцентирования связи официального государственного стиля с преемственностью Византии, связанной с концепцией «Москва — третий Рим». Таким образом, термину византийский придавался сугубо символический смысл. Им обозначали своеобразие русской культуры, специфичность её истоков, связанных с принятием христианства и перениманием византийской «образованности». Словом византийский подчёркивалась как древность русской культуры, так и её значительность, законность её притязаний на выполнение той роли в православном мире, которую некогда выполняла Византия.
Само существование тоновского варианта национально-романтического направления в архитектуре могло возникнуть и развиваться только в переходный период 1830—1850-х годов, когда византийские и древнерусские подлинные постройки оставались ещё малоизученными и неизвестными большинству архитекторов. Со временем подлинное византийское зодчество, в особенности в доступном грузинском и армянском вариантах, стало привлекать всё большее внимание любителей искусств и архитекторов. Вслед за Григорием Гагариным к данной теме обратился молодой архитектор Давид Гримм, выпустивший в 1859 году книгу «Византийские памятники Грузии и Армении», ставшей поворотным моментом в развитии национально-романтической архитектуры. Фантазийные прообразы Константина Тона уступили место реальным, доступным для изучения в Грузии, Армении и на Балканах. Археологически-верное воспроизведение византийских памятников оформилось в отдельный неовизантийский стиль. О данных изменениях очень точно писал знаток русского зодчества Лев Даль, отмечавший, что русско-византийские постройки сложно соотнести как с подлинной византийской, так и древнерусской архитектурой:
С появлением в свет снимков с византийских церквей в Афинах и Константинополе оказалось, что сходство наших церквей, построенных в византийском стиле, с настоящими византийскими храмами — более чем сомнительное. Ближайшее знакомство с памятниками русского зодчества в связи с глубоким изучением за границей западных средневековых стилей убедило, что к стилю наших византийских построек нельзя применить эпитета «русский», потому что эти архитектурные произведения имели мало общего с настоящим русским стилем.Лев Даль, Историческое исследование памятников русского зодчества, «Зодчий», 1872, № 2

### Нововведения

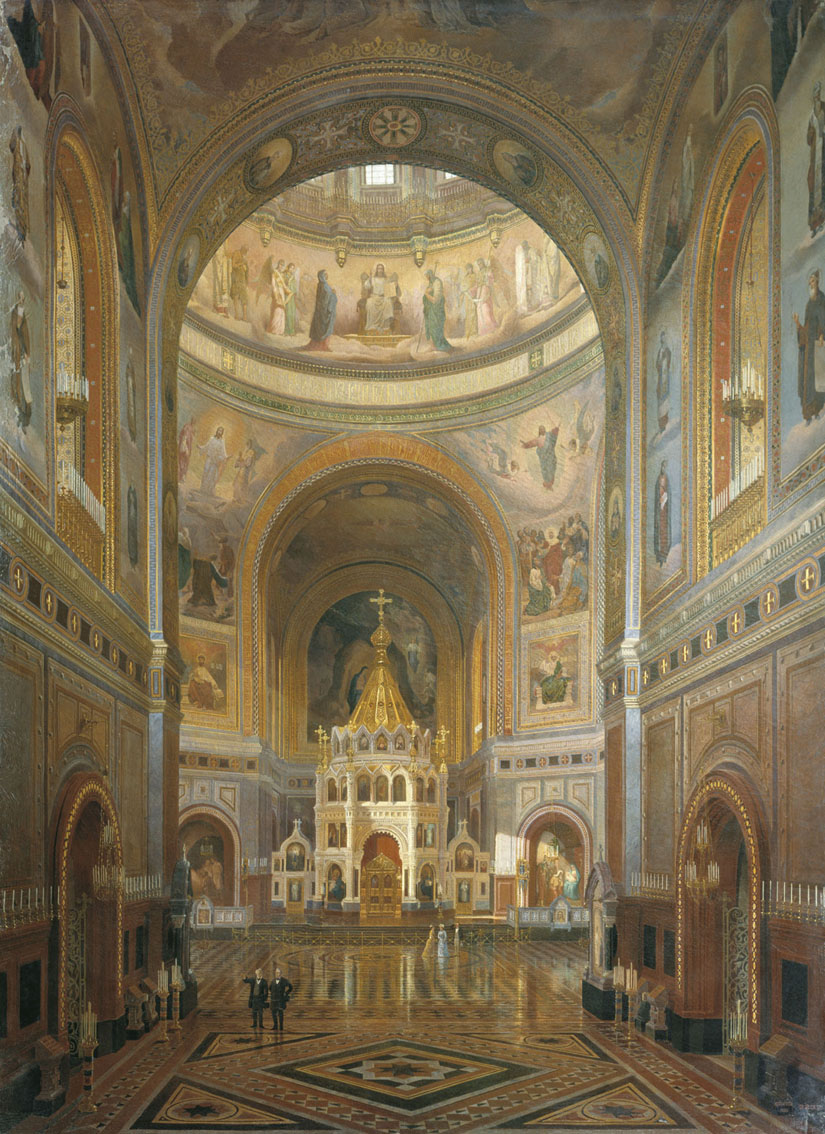
Наиболее впечатляющей особенностью храма Христа Спасителя стала просторность интерьера, обеспеченная техническими достижениями XIX века. «Внутренний вид Храма Христа Спасителя в Москве». Художник Фёдор Клагес, 1883.

Воззрения на архитектуру периода эклектики предполагали возможность существенно модернизировать прототипы, используемые в качестве образцов для нового строительства. Постройкам Константина Тона было присуще сочетание разновременных и разнохарактерных традиций — древнерусские приёмы и формы соседствовали с приёмами, восходившими к классицизму или рождёнными эклектикой. Архитектор был широко знаком со средневековой русской архитектурой (он проводил реставрационные работы в Московском Кремле, в Пскове, Новгороде, Костроме); в 1834 году архитектору были переданы обмеры 107 памятников русского зодчества. Историк архитектуры Татьяна Славина отмечала, что знание форм и композиционных принципов русской архитектуры позволило ему свободно интерпретировать прототипы в своей работе, и хотя схемы его построек были традиционны, Константин Тон был «далёк от копирования» и шёл «на существенное изменение древних приёмов», когда этого требовали условия застройки или общий замысел. Таким образом, архитектор не копировал древние образцы, а создавал произведения по их типу, свободно преобразовывая его по собственному усмотрению.
Немаловажную роль в модернизации прототипов играли научно-технические достижения XIX века. В русско-византийском стиле преобразованию подлежали явные архаизмы: Тон делал стены более тонкими, окна — большими, в храмах устраивалось современное калориферное отопление. Иногда модернизации подвергалась объёмно-планировочная структура (например, в Храме Христа Спасителя в Москве). Усовершенствование стен было связано с сокращением излишнего запаса прочности (стали применять 3—4 кирпича вместо 5—6) или уменьшением толщины за счёт высокого качества кирпича и раствора. Введение в практику металлических перемычек изменило размеры и формы проёмов. В период развития русско-византийского стиля происходил расцвет сводостроения. Константин Тон создал большую «коллекцию» сводов, опираясь как на исторический опыт, так и на методы точного расчёта, изученные архитектором в парижской Политехнической школе. Среди традиционных видов сводов (крестовых, сомкнутых, полусферическим куполом и др.), он применял и редкие (тороидальные своды в Оружейной палате). Вершиной в творчестве Тона считается Георгиевский зал Большого Кремлёвского дворца, конструкция которого была реализована благодаря самым современным на тот момент техническим достижениям.
Современники Тона часто отмечали высокое инженерное искусство архитектора. В журнале «Библиотека для чтения» писали относительно инженерно-конструктивных особенностей Введенского собора лейб-гвардии Семёновского полка:

Там, где бьют обыкновенно сваи, строя леса для больших сводов, — в работе Тона весь груз прогонов, помещённых на них подставок, кружал и самой массы шестисаженного свода держали двенадцать шпренгелей, не толще 6 вершков. Это — смело, самонадеянно, но здесь самонадеянность действовала смело, с убеждением в верности успеха. Я не говорю об особенном устройстве боковых сводов, раскосов, колец, кружал, в которых всегда так изобретателен, так находчив и нов Тон.

Рационалист Иван Свиязев высоко оценивал культовые постройки Тона, так как ему импонировало именно их техническое и функциональное совершенство: «необыкновенная лёгкость стен, гармония и общая связь в частях, простота и непринуждённость линий и более всего свобода и простор». Отмечая новшества, обеспечивавшие удобства, — тёплые сени, калориферное отопление, хорошее освещение, — Свиязев считал, что Тон «очистил» — обогатил — древнерусские архитектурные формы «влиянием новейшей образованности».

### Планировочные решения
Применявшиеся в храмах русско-византийского стиля типы планировок были в основном традиционными, характерными для древнерусского зодчества:
- Центрический план в форме квадрата и креста был применён Тоном при проектировании церкви святой Екатерины в Санкт-Петербурге (1830—1837) (рис. 1).
- Трёхчастная схема плана часто использовалась в период эклектики. Тон использовал её при проектировании церкви святого Мирония в Санкт-Петербурге (1849—1855) (рис. 2).
- Отдельную группу составляли бесстолпные церкви (Преображенский храм на Аптекарском острове, 1839—1845 арх. Константин Тон) (рис. 3).

Прототипом для соборных церквей в русско-византийском стиле стала тоновская церковь святой Екатерины, представлявшая собой четырёхстолпный, квадратный в плане храм, с притвором и тремя полуциркульными в плане апсидами, увенчанный луковичным пятиглавием. Аналогичный план имел Владимиро-Богородицкий собор Задонского монастыря (1845—1853), близкий плану позднейшего Успенского собора Пюхтицкого монастыря (1908—1910, арх. Александр Полещук), за исключением отсутствовавшей в тоновских проектах заалтарной галереи и решения паперти.
В провинции наибольшее распространение получил тип трёхчастного одноосного бесстолпного храма с трапезной и колокольней, увенчанной луковичной главой, прототипом для которого стал образцовый проект церкви в имении Сенявина из альбома Тона 1838 года. Предполагается, что Константин Тон заимствовал такую структуру плана из средневековых русских церквей «кораблём» XVII века, для которых было характерно размещение колокольни над западной частью — притвором. Также в провинции часто возводили пятиглавые храмы с притвором, а в городах и монастырях — церкви соборного типа с крестообразным планом и луковичным, по типу храма Христа Спасителя в Москве, или шатровым пятиглавием.
Проекты небольших бесстолпных однокупольных храмов из альбомов образцовых проектов Константина Тона чаще всего служили образцами при возведении сельских церквей. Так, проект бесстолпной однокупольной церкви на 460 прихожан, опубликованный в первом альбоме под номером V, был использован при строительстве храма между сёлами Погост и Левково Монастырщинского района Смоленской области (середина XIX века), церкви Успения Богоматери в селе Чуровичи Климовского района Брянской области (начало XX века). Образец из второго альбома под номером III послужил прототипом для церкви Святителя Николая в селе Упалое Малоархангельского района Орловской области (1860—1880-е годы).
Хотя в своих работах Тон и его последователи в целом ориентировались на старинные прототипы, в период эклектики уже существенно изменился подход архитекторов к работе с внутренним пространством зданий. При том, что церкви в этот период строились на основе традиций крестово-купольного или бесстолпного храма, смешение функций в одном здании приводило к новациям. Хрестоматийным примером стала планировка храма Христа Спасителя в Москве, где Константин Тон организовал внутреннее пространство в традиции русских крестообразных храмов. Однако, собор был задуман ещё и как памятник Отечественной войне 1812 года, что привело к отклонениям от привычной схемы: центральное крещатое ядро собора огибала двухъярусная сводчатая галерея, предназначавшаяся под мемориальный музей. Влияние классицизма выразилось в том, что новые церкви имели план в виде чистого квадрата, в то время как планы древних церквей были, как правило, удлинены в направлении восток — запад.
Сильнее приёмы эклектики в русско-византийском стиле отразились на постройках светского назначения. В проекте Большого Кремлёвского дворца отразился типичный метод эпохи — свободная планировка по методу «изнутри — наружу». Крупный объём главного здания дворца, вмещавший огромные парадные залы, был асимметричен, в то время как фасад, на оси которого поставлен купол, наоборот симметричен. Сложная, противоречивая планировка объяснялась множеством факторов, которые пришлось учесть архитектору при разработке проекта: конфигурация участка, устройство анфилады, связь дворца с древними памятниками, восприятие здания в панораме Кремля.

### Объёмно-пространственные композиции
Характерной чертой русско-византийского стиля стало использование монументальных объёмов. По мнению Константина Тона, типичным образцом развития византийских традиций на русской почве был кубовидный пятиглавый крестово-купольный храм — так называемый храм соборного типа, восходивший в формах и композиции к Успенским соборам Московского Кремля и Владимира. В русско-византийском стиле подобная композиция сформировалась на основе прототипов как московской школы, так и храмовых образцов русского классицизма. Из арсенала работ московской школы Тон использовал работы итальянских мастеров ренессансной выучки, предпочитавших строить по центрическому или имитирующему таковой плану, характерным примером которого являлся зальный Успенский собор Московского Кремля. Для таких храмов была характерна крестово-купольная конструктивная система и равнозначность всех четырёх фасадов — всефасадность.
Наследие классицизма в проектах Тона выражалось в преувеличенной монументальности и кубовидности объёмов. Фасадам при этом придавалась внешне выраженная ясность и простота, в которых преобладали гладкие, нерасчленённые поверхности, разделявшиеся по горизонтали на цокольную, центральную, обычно прорезанную большими по масштабу окнами, и венчающую часть, обычно с закомарами. Пропорции частей в основном соответствовали образцам из альбома классицистических церковных проектов «Собрание планов, фасадов и профилей для строения каменных церквей с кратким наставлением», изданного в 1824 году архитекторами Андреем Михайловым и Иосифом Шарлеманем. Так, характерным для русско-византийских храмов стало равенство по высоте основной и венчающей частей, что способствовало их гармоничному восприятию с расстояния.

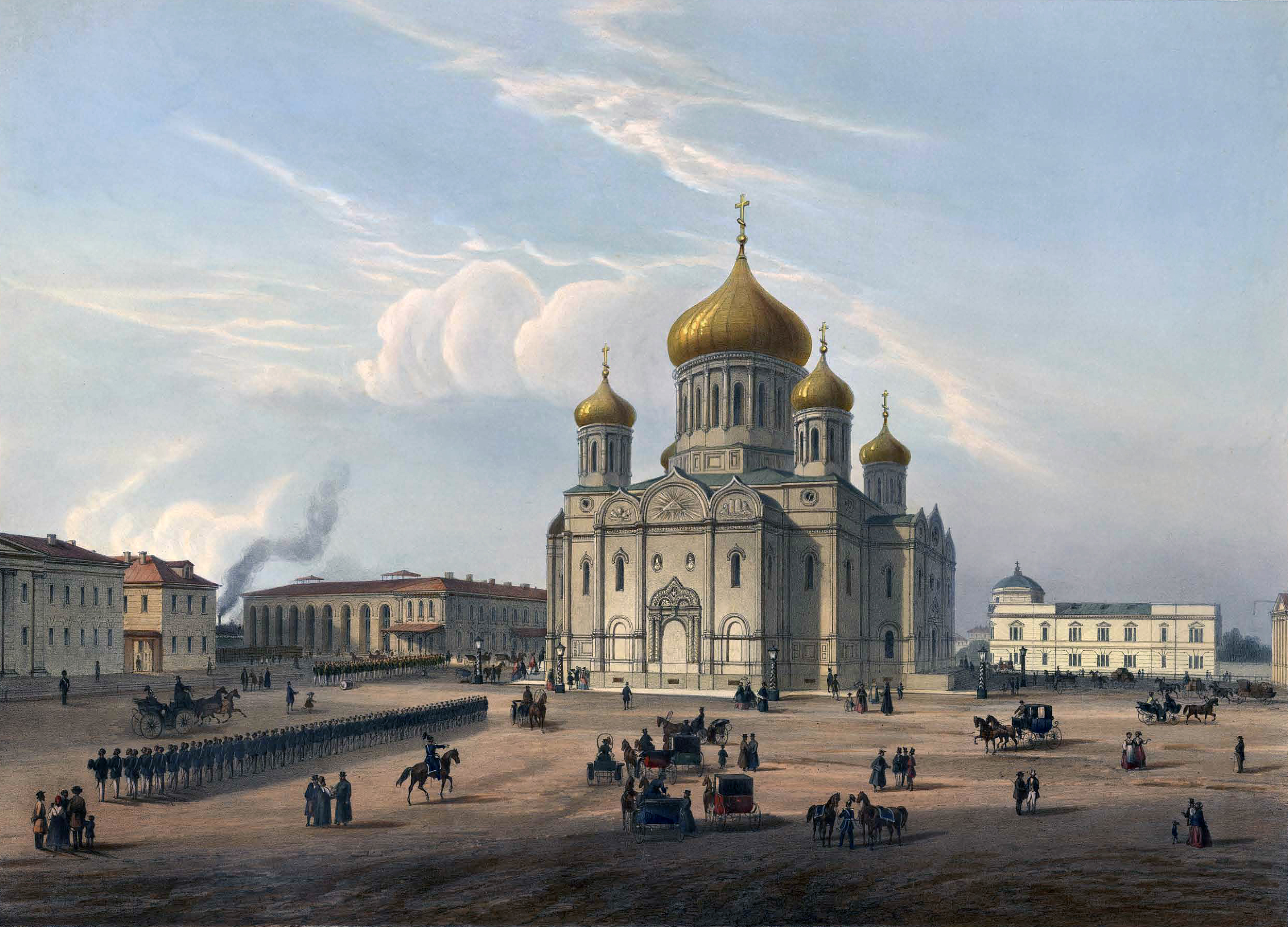
Введенский собор лейб-гвардии Семёновского полка, 1836—1842. Классический пример объёмно-пространственной композиции храма соборного типа в русско-византийском стиле.

Одним из наиболее характерных для творчества Тона примеров композиционного построения являлся Введенский собор лейб-гвардии Семёновского полка. Крупный храм на основе квадратного плана имел слегка выступающие ризалиты в центре каждого фасада, приспособленные под размещение сеней, подсобных помещений, лестниц на хоры и алтаря. Крупная большая глава храма создавала обширное, хорошо освещённое подкупольное пространство. На углах кубообразного главного объёма размещались малые главы-колокольни. Основной объём, крытый четырёхскатной кровлей, имел строгие геометрические формы, чёткость горизонтальных и вертикальных членений которого сближала церковь с московскими храмами конца XVI века, в которых чёткость пришла на смену более мягкой пластике предшествующего периода, и, одновременно, вносила в облик классицистические мотивы.
Храм Христа Спасителя в Москве отличался уникальной объёмно-пространственной композицией, прототипы которой отсутствовали в древнерусском зодчестве. Объём храма в виде равноконечного креста с прямоугольными выступами с четырёх сторон, строгая центричность композиции и отсутствие важного признака типичного русского православного храма — полуциркульных в плане апсид — могли быть заимствованы из двух разновременных источников: санкт-петербургских соборов середины XVIII столетия — Смольного монастыря и Военно-Никольского морского, первых по времени примеров возрождения в русской архитектуре типа пятикупольного соборного храма; второй источник — церковь Вознесения в Коломенском 1532 года. К древнерусскому зодчеству восходила галерея по периметру основного объёма, однако выполнена она была не в старинных традициях: древнерусские галереи могли быть открытыми (церковь Вознесения в Коломенском) или закрытыми (собор Софии в Киеве, храм Спаса Преображения в Острове и другие), но они всегда строились ниже основного объёма, создавая характерную ступенчатую композицию. В храме Христа Спасителя двухъярусная галерея была равна высоте основного объёма и никак не выражалась снаружи. Благодаря такому приёму, наследовавшему классицистической приверженности к компактному геометрически правильному объёму, своды креста и галерей выходили полукружиями на фасады; последние, в свою очередь, членились на пять частей. Пятичастное членение, с одной стороны, было характерно для крестово-купольных храмов Руси, с другой, благодаря крещатому плану, три средних членения сильно выступали вперёд, придавая всему зданию мощную пластику, не свойственную цельным объёмам древних построек.
Основанная на трёхчастной схеме планировки церковь Святого Мирония по композиции сильно отличалась от Екатерининской и Введенской. Примыкавшая к западному фасаду колокольня имела высоту около 70 метров, что передавалось и на композиционное построение самой церкви, имевшей вертикальную устремлённость. Центральная глава храма была увенчана шатром, а малые, также шатровые, главы были тесно приближены к главной, таким образом образуя слитный пирамидальный силуэт.

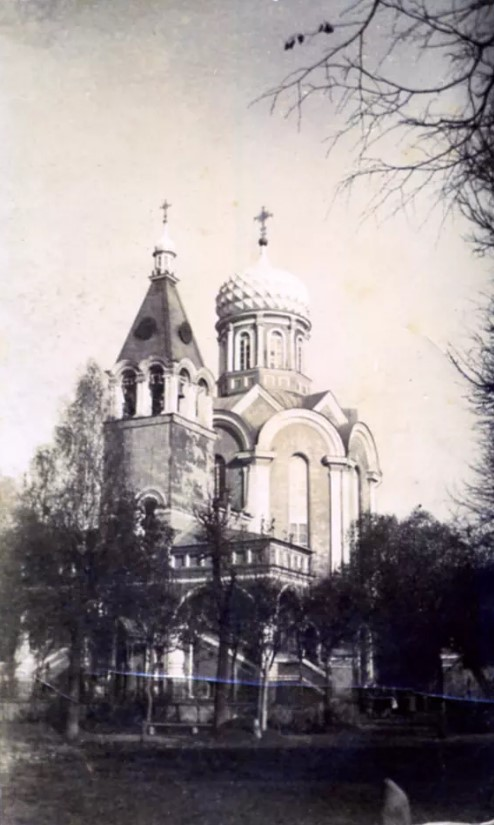
Церковь Благовещения в Петровском парке, 1844—1847. Пример вариации стиля в московской архитектурной школе.

Строившиеся на основе образцовых тоновских проектов церкви зачастую переосмысливались как в части декора, так и в пропорциях. Возведённая по проекту Николая Ефимова Никольская «Миловская» единоверческая церковь в Санкт-Петербурге имела трёхчастный план, а в её объёмно-пространственном построении особую роль играли массивная центральная луковичная глава и утончённая шатровая колокольня над притвором. Спроектированная тем же архитектором, и возведённая при участии Алексей Шевцова, Василия Небольсина и Карла Маевского, Воскресенская церковь в Малой Коломне отличалась схожим размером основной и четырёх боковых глав.
Образцовые проекты тоновских храмов ярко выражали специфику санкт-петербургской архитектурной школы, с её приверженностью к древнему типу соборного храма с компактным объёмом и парадным пятиглавием. В московской архитектурной школе XIX века соборный тип храма был не так популярен, уступая типу приходского храма с трапезной и колокольней. Важной особенностью московской школы второй четверти XIX века являлась многообъёмная живописная асимметричная композиция, отсылавшая к планировкам хором и храмов середины XVII века. Типичной композиционной особенностью московского зодчества также являлся восходивший к барочным монастырям приём вынесения колоколен на парадный уличный фасад. В московской архитектуре была возрождена ещё одна структурная особенность: расположение зимней и летней церквей друг над другом — зимней внизу и летней наверху. Характерным примером такого типа храма являлась церковь Благовещения в Петровском парке (1844—1847, арх. Фёдор Рихтер), в композиции которой важную роль выполняла монументальная лестница на второй этаж, свойственная для московской школы зодчества конца XVII — начала XVIII века.
В альбомах образцовых церквей Константин Тон также поместил проекты деревянных храмов, которые представляли два основных типа: в виде компактного объёма самой церкви и более развитого, с трапезной и колокольней. В проектах деревянных церквей архитектора был возрождён ещё один тип объёмно-пространственной композиции русских храмов конца XVII—XVIII веков — восьмерик на четверике. Деревянные и каменные храмы данного типа, напрямую связанные с традициями древнерусского зодчества, возводились в провинции вплоть до середины XIX столетия, то есть до повсеместного распространения образцовых проектов Константина Тона. Таким образом, впервые в истории России зодчий, прошедший европейскую архитектурную школу, использовал опыт народной деревянной церковной архитектуры. Проекты свидетельствовали, что архитектору с академическим образованием с трудом давалось понимание природы народного культового деревянного зодчества, так как все проекты так или иначе основывались на архитектуре каменных построек. Вариативность типов и размеров церквей достигалась за счёт изменения форм завершений — шатрового, восьмискатного, четырёхскатного со сломом — и увеличения размера за счёт дополнительных объёмов: обходной галереи, притвора с колокольней, трапезной с шатровой колокольней.
При распространении русско-византийского стиля в провинциальном зодчестве происходил процесс дивергенции: хотя строившиеся соборы были близки по архитектурным формам, они различались по материалам, из которых возводились, а также в деталях и пропорциях. Местные условия сильно влияли на внешний облик каждого храма, а образцовые проекты Константина Тона никогда не копировались в точности. Для губернских архитекторов было сложной инженерной задачей создать устойчивую конструкцию с массивной пятикупольной верхней частью, особенно если в малых куполах устраивались звонницы, как в храме Христа Спасителя в Москве или Введенском соборе в Санкт-Петербурге. Данная проблема решалась традиционным способом — рядом или над входом пристраивалась многоярусная колокольня, снимавшая нагрузку с верхней части собора. При таком подходе часто изменялись пропорции верхней части собора: малые купола становились меньше, как например в соборе Сошествия Святого Духа в Саратове.
Другой отличительной особенностью провинциальной архитектуры являлась приверженность к более традиционным формам. Губернские архитекторы XIX века предпочитали придавать проектам Константина Тона привычный для местных архитектурных школ вид. Распространённым в практике губернских архитекторов был образец храма по типу церкви святой царицы Александры в Бибигоне, привлекавший своей традиционностью. Симметричный крестообразный план храма Христа Спасителя в Москве или Введенского собора был не всегда понятен, поэтому большее распространение получила схема «кораблём». В соборных храмах тоновского направления в провинции зачастую менялась и форма алтарных апсид, так как губернским архитекторам было привычнее выявить на восточном фасаде алтарь. Характерными примерами такого подхода были Святодуховской собор в Саратове и Вознесенский собор в Новочеркасске (второй проект 1850—1863 годов).

### Типы (композиции) венчаний храмов
В русско-византийском стиле использовались три типа композиционного построения венчаний храмов:
- Пятиглавое венчание. Характерной особенностью стиля было широкое распространение композиции венчаний храмов из пяти луковичных глав. Объяснялось это программным обращением русско-византийского стиля к традициям московского зодчества XV—XVI века.
- Пятишатровое завершение. Храмы, завершённые пятью шатрами, составляли отдельную группу и впервые возникли в русской архитектуре в постройках именно в русско-византийском стиле. Константин Тон первым в период эклектики применил этот композиционный приём в церкви Благовещения Пресвятой Богородицы в Санкт-Петербурге (1842—1849).
- Одноглавое венчание в практике русско-византийского стиля встречалось значительно реже.

### Декоративное оформление
В декоративном оформлении фасадов Константин Тон по преимуществу применял детали заимствованные из древнерусской архитектуры, в частности луковичные купола, килевидные арки и закомары, кокошники, аркатурные пояса, лопатки, полуколонны на консолях, узорные обрамления порталов. Тем не менее, воспроизводились данные декоративные элементы не в точном соответствии со своими прототипами. Так, ставший во многом символом возвращения к «русскости» в архитектуре храм Христа Спасителя в Москве практически не содержал в оформлении подлинных средневековых деталей, за исключением излюбленных Тоном аркатурных поясков, которые он, вероятно, заимствовал из Успенского собора в Московском Кремле, а также килевидных арок в венчании стен, и порталов. Данным деталям архитектор придавал гипертрофированные формы (например, в аркадах аркатурных поясков у него обычно размещались окна).
В оформлении церкви Святого Мирония сочетались мотивы шатровых церквей XVI столетия — восьмигранные шатры с венцом кокошников в основании и столбы-кувшины на паперти, а также элементы декора раннемосковских храмов — пилястры с капителями, развитые карнизы, «раковины» в кокошниках, — отсылавшие к элементам архитектуры Архангельского собора Московского Кремля. Тем не менее, опять же архитектор не копировал прототипы, допуская вольную прорисовку узнаваемых форм. Например, Тон вписал полный круг с розеткой в кокошник колокольни. Отделкой в духе итальянизирующего направления кремлёвского Архангельского собора отличался Воскресенский собор Воскресенского Новодевичьего монастыря в Санкт-Петербурге. Архитектор Николай Ефимов использовал в его декоре характерные семантические элементы: полукруглые кокошники с «раковинами» в тимпанах, килевидные кокошники, спаренные полуколонки в обоих ярусах храма, при этом во втором ярусе они были декорированы кубоватыми капителями.
Некоторые декоративные детали в постройках русско-византийского стиля отсылали к русской архитектуре XVII века. В церкви Преображения на Аптекарском острове намёком на XVII столетие являлись фигурный аттик и обелиски, акцентировавшие вертикальные членения. В архитектуре Большого Кремлёвского дворца Константин Тон воспроизводил систему членений и декор соседнего Теремного дворца (1635—1636, мастера Бажен Огурцов, Трефил Шарутин, Антипа Константинов, Ларион Ушаков). Здание украшали равномерно расположенные окна сложной формы с нарядными наличниками, восходившими к аналогичным деталям Теремного дворца. Зодчий старался приблизить по декоративному оформлению к Большому Кремлёвскому дворцу фактически входившее в его комплекс здание Оружейной палаты, в украшении которой применил схожие по форме окна. Отличительной чертой постройки и самым ярким элементом её декора стали витые резные колонки, созданные по образцу храмов нарышкинского стиля.
В поздних работах Константин Тон стал использовать при декоративном оформлении разорванные фронтоны из арсенала московского барокко — деталь западноевропейского происхождения. Данный декоративный элемент архитектор также подвергал монументализации. На основании введения нового декоративного мотива в современном искусствоведении возникли предложения разделять русско-византийский стиль на два этапа: ранний и поздний (с 1840-х годов). К последнему относили церкви Благовещения и Святого Мирония в Санкт-Петербурге. Позже данный мотив использовал Николай Ефимов в оформлении Воскресенского собора Воскресенского Новодевичьего монастыря: в декоре первого яруса храма были помещены наличники окон с разорванными фронтонами и центральным зубцом, фигурный сандрик навершия в которых опирался на полуколонки с муфтами-перехватами. Известно, что в 1820-х годах архитектор посещал Саввино-Сторожевский и Новоиерусалимский монастыри, где мог видеть храмы и иные постройки XVII века, знакомство с которыми в будущем помогло ему в проектировании зданий в древнерусском стиле. Так, в келейных корпусах Новодевичьего монастыря рисунок наличников окон перекликался с формой наличников Саввино-Сторожевского монастыря, а форма одного из куполов Новоиерусалимского монастыря была процитирована в главном куполе Воскресенского собора Новодевичьего монастыря.
Наряду с древнерусскими, семантически значимыми, деталями, в русско-византийском стиле использовались и чисто классицистические мотивы: полуциркульные окна в рамочных наличниках, треугольные фронтоны, пилястры, антаблемент, цокольный горизонтальный руст. В оформлении Благовещенской церкви Конногвардейского полка смело сочетались древнерусские и классицистические формы: пучки коринфских колонн на пьедесталах и наличники в духе московского барокко, строгий треугольный фронтон и килевидные кокошники в основании шатра. В целом приём сочетания ордерных и средневековых русских форм не был открытием Константина Тона: в русском зодчестве XV—XVII веков такое сочетание было вполне характерным. Использованием классического ордера отличалось и оформление церкви Преображения на Аптекарском острове. Фасад постройки был декорирован полным коринфским ордером, но расположение колонн являлось типично русским — ими были «закреплены» углы и выявлено трёхчастное построение объёма.

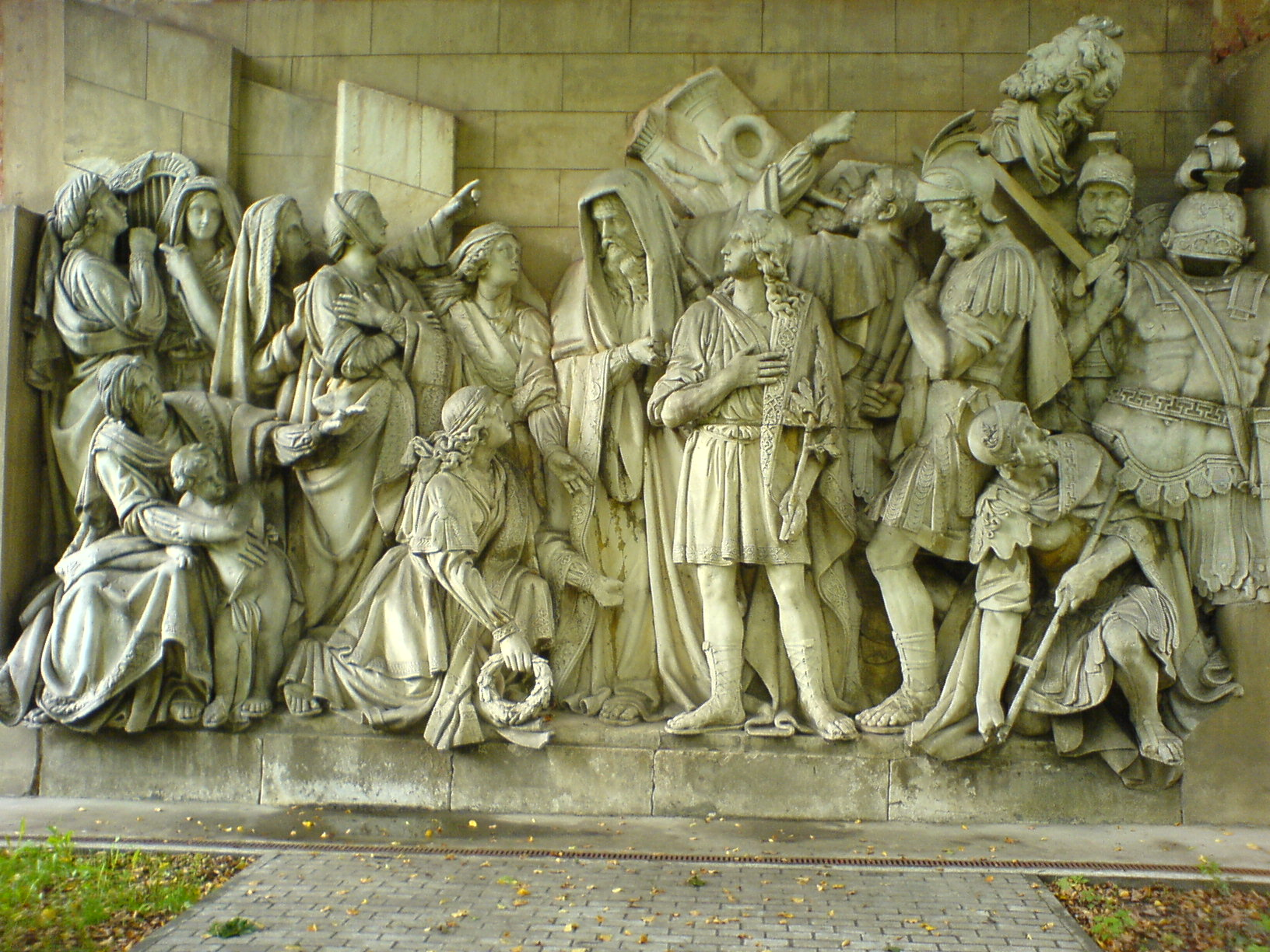
Встреча Давида, победившего Голиафа. Горельеф с южного фасада храма Христа Спасителя. Скульптор Александр Логановский. 1847—1849

В некоторых постройках русско-византийского стиля в оформлении использовалась скульптура. Самым известным примером стал храм Христа Спасителя. В работе над горельефами приняли участие известные скульпторы своего времени — Александр Логановский, Николай Пименов, Пётр Ставассер, Николай Рамазанов и другие. Скульптурные фигуры историко-религиозных композиций были выполнены в чрезвычайно высоком рельефе (почти в полном объёме) и помещались в тесных промежутках между пилястрами и арками нижнего яруса фасадов. Отмечается некоторая неудачность скульптурного убранств собора, поскольку авторы, находившиеся в тот момент в Италии, работали по чертежам, не видя само здание, а академическая натуралистичность трактовок скульптур входила в противоречие с условностью их расположения в композиции. По сообщениям историков, на четырёх стенах храма были помещены «священно-исторические изображения, напоминающие или имеющие тождество с событиями Отечественной войны 1812 года — фигуры святых заступников и молитвенников за русскую землю». На внешних стенах храма размещались горельефы, выполненные на религиозную и историческую тематику. Сюжеты для изображений выбирал митрополит Филарет.
Декоративная скульптура также была применена в оформлении следующих храмов: Екатерининского собора в Пушкине, где барельефы обрамляли по сторонам входную арку, а декоративные рельефы помещены в закомарах; Введенского собора лейб-гвардии Семёновского полка, в создании декоративного убранства которого принимали участие скульпторы Михаил Крылов, А. И. Мануйлов, Николай Рамазанов, И. И. Реймс; Благовещенской церкви Конногвардейского полка, фасады которой украшали барельефы авторства Николая Рамазанова. В оформлении соборных храмов в провинции местные архитекторы уже отказывались от использования скульптуры. Святодуховской собор в Петрозаводске, построенный по типу тоновских Введенского собора и храма Христа Спасителя, был лишён скульптуры на фасадах, как и все соборы губернских и уездных городов.

## Историография, изучение, оценки

### Архитектурная критика и публицистика 1840—1850-х годов
Истоки исследования русско-византийского стиля напрямую связаны со становлением в 1840-х годах литературной, художественной и архитектурной критики в России. Уже в тот период ряд авторов пытались осмыслить значение творчества Константина Тона. Русско-византийский стиль с момента его появления выражал теорию официальной народности в архитектуре — один из вариантов романтизма, особенностью которого являлась адаптация официальной государственной идеологией основополагающей для романтизма идеи народности, с целью поставить её на службу абсолютизму. Вследствие сложилось впечатление, что Николай I ввёл в практику русский стиль, имя Константина Тона стало нарицательным, а его творчество — символом официальной народности в архитектуре. Всё это сформировало сложное отношение к русско-византийскому стилю в обществе: оппозиционная и демократически настроенная его часть яростно отрицала творчество Тона, другая, состоявшая из приверженцев абсолютизма, напротив, высказывала восторженные мнения.
В 1840-х годах активно поддерживали теорию официальной народности в архитектуре поэт и писатель Александр Вельтман и литературный критик Степан Шевырёв. Известный критик Нестор Кукольник в 1840 году называл Константина Тона «нашим единственным народным архитектором». В предисловии архитектора Ивана Свиязева, связанного с официальными правительственными кругами, к изданию «Практических чертежей по устройству церкви Введения во храм Пресвятыя Богородицы в Семёновском полку в С.-Петербурге, составленные… К. Тоном» (1845) доказывался вклад Тона в возрождение ведущей роли православного храмостроительства в русской архитектуре, его возвращение на «истинно христианский путь» на основе традиций Древней Руси. Свиязев сравнил значение работ архитектора с созданием Александром Пушкиным русского литературного языка. Положительно оценивали работы Тона также Андрей Жуковский («О художественных архитектурных произведениях», 1856), архитектор Николай Дмитриев. Художник Александр Иванов, интересовавшийся религиозным искусством, считал стиль Тона образцом русской архитектуры, поскольку зодчий, по его мнению, тщательно изучал древнерусское зодчество.
В работах публициста Александра Герцена русско-византийский стиль рассматривался как символ социально-политической структуры общества, олицетворение николаевского деспотизма, насильственной унификации. В 1830-е годы он противопоставлял «византийское» (в его терминах — русское) зодчество исчерпавшим себя греческому и готическому. Восхищаясь гармонией и красотой Дмитриевского собора во Владимире, он видел источник жизнеспособности «византийского» стиля и считал выдающимся проект храма Христа Спасителя Александра Витберга. В то же время работы Константина Тона и регламентирующую политику Николая I в архитектуре писатель отождествлял с насаждением «мертвящего униформизма». Публицист негативно отзывался об альбомах образцовых церквей Тона, считая, что они были нацелены на то, чтобы «убить всякий дух независимости, личности, фантазии, воли» и были связаны со страхом революции Николая I. Герцен писал: «Для того, чтобы отрезаться от Европы, от просвещения, от революции… …Николай <…> поднял хоругвь православия, самодержавия и народности <…> поддерживаемую чем ни попало — дикими романами Загоскина, дикой иконописью, дикой архитектурой».
Представители славянофильства первой половины XIX века также критически воспринимали теорию официальной народности, что нашло отражение в их взглядах на развитие русского искусства. Славянофилы первыми решительно связали понятие «народность» в искусстве с «народом» в социальном смысле, поставив будущее русской культуры в зависимость от участия в ней крестьянства, и неоднократно подчёркивали враждебный характер своей «народности» по отношению к официальному православию и самодержавию. Поскольку для славянофилов истинная народность не имела ничего общего с официальной народностью, выраженной в произведениях Тона, то существование последней они «словно бы и не заметили».

### 2-я половина XIX века
К 1860-м годам и позднее, творчество Константина Тона стало подвергаться всё большей критике. Мыслители-демократы, разделявшие скептическое отношение к церковному зодчеству как таковому, были особенно негативно настроены к постройкам русско-византийского стиля. Многочисленные работы критика Владимира Стасова, отличавшиеся скорее эмоциональной, чем научно-аналитической оценкой, сильно повлияли на последующее, особенно советское, искусствоведение. К его трудам восходят многие стереотипы: политизированность и идеологизированность восприятия архитектуры, искусственное противопоставление русско-византийской архитектуры и архитектуры мастеров, условно отнесённых к демократическому лагерю (например, Алексея Горностаева). Постройки Тона Стасов называл «казёнными» и «официозными». Схожие взгляды высказывали представители так называемого «стасовского кружка», а также Тарас Шевченко и Иван Забелин.

### Конец XIX — начало XX века
На рубеже XIX—XX веков появилось новое поколение искусствоведов, сменившее «историков-рационалистов», большинство из которых входили в круг объединения «Мир искусства». Будучи приверженцами ретроспективизма, они подвергли жёсткой критике русский стиль XIX века как таковой, и русско-византийский стиль в частности. Начиная со школы искусствоведа Игоря Грабаря русский стиль стали с негативной коннотацией именовать «псевдорусским» и «реакционным», отрицать его художественную ценность. Александр Бенуа писал: «К. Тон, ампирист по воспитанию и убеждениям, принужден был играть роль какого-то воскресителя отечественной архитектуры и, следовательно, всю жизнь как бы играл комедию, отразившуюся роковым образом на всём церковном строительстве, от него проистекавшем». Со схожими мнениями об антихудожественности и «нерусскости» русско-византийского стиля выступали Сергей Маковский, Владимир Курбатов, Александр Ростиславов. Противоположные мнения были в тот период достаточно редки. Позитивные оценки относительно русско-византийского стиля высказывали архитекторы Леонтий Бенуа и Николай Султанов.
Религиозный философ Евгений Трубецкой в работе «Два мира в древнерусской иконописи» (1916), в которой в частности рассматривал сущность древнерусской архитектуры, уделил внимание работам Константина Тона. Трубецкой понимал смысл церковной архитектуры как единение земного и божественного, выраженного в архитектурной целостности храма. По его мнению, в образах луковичных храмов Тона не ощущалось стремления к божественному, поскольку под луковичными главами, выступавшими только как украшения, не чувствовалось «соборного» пространства. Храм Христа Спасителя в Москве философ считал выражением идеи земного благополучия и в такой архитектуре находил упадок русской духовной жизни.

### В советском искусствознании
В советский период первой попыткой выявить последовательность эволюции русского стиля стала работа «Старые русские архитекторы» (1923) историка архитектуры Владимира Згуры, в которой присутствовали и идеологические оценки. Храм Христа Спасителя был назван исследователем «уродливым воплощением величественной идеи», а «„византийское-русское“ искусство Тона… сбившим с пути русскую архитектуру всей второй половины XIX века». Тем не менее, автор оговаривался, что «нельзя весь этот период выбрасывать из истории русского искусства, считая всё созданное за это время хламом, как то часто огульно делается».
Первыми специальными работами, посвящёнными русской архитектуре середины XIX — начала XX века, в которых отдельно рассматривалось национальное направление зодчества, стали статья «Русское зодчество второй половины XIX — начала XX веков и социальная природа советской архитектуры» (1950), а затем диссертация «Архитектура России с середины XIX в. по 1917 г.» (1955) Николая Хомутецкого. В 1956 году вышел второй том капитального издания «Истории русской архитектуры», в котором стиль Константина Тона интерпретировался как символ «реакционности господствующих слоёв России». В издании 1984 года уже признавалось, что «механическое соединение» деталей в тоновской архитектуре сочеталось с «очень высоким техническим уровнем строительства». В монографии Елены Борисовой и Татьяны Каждан «Русская архитектура конца XIX — начала XX века» (1971) ещё сохранялись прежние идеологические оценки. Русско-византийский стиль был назван «казённым», не имеющим ничего общего с древнерусской архитектурой и выражавшим «шовинистическую политику царизма».
Пересмотр оценок русско-византийского стиля в искусствознании начался с 1970-х годов. Большую роль в этом процессе сыграли многочисленные работы искусствоведов Елены Борисовой, Евгении Кириченко, Владимира Лисовского и Татьяны Славиной. Данные авторы исследовали русско-византийский стиль в контексте сложения в русском искусстве историзма и эклектики, а также поисков основ национальной культуры научными средствами. Учёные пришли к выводам, что стиль, созданный Константином Тоном, являлся уникальным и имевшим художественную ценность, несмотря на связь его образов с теорией официальной народности. Евгения Кириченко и Татьяна Славина предполагали, что русско-византийский стиль имел большой потенциал дальнейшего развития, если бы не произошла октябрьская революция.
В монографии Елены Борисовой «Русская архитектура второй половины XIX века» (1979) русско-византийский стиль рассматривался в контексте эстетических поисков эпохи, подчёркивалась его связь с общеевропейским романтическим движением. Одновременно с этим, стиль стал выражением поисков самобытности в русской архитектуре, в её прошлом и настоящем, с целью отграничения от европейских традиций. По мнению исследовательницы, предпринятые в русско-византийском стиле попытки представить русскую архитектуру единственной и прямой наследницей византийского зодчества являлись наглядным выражением официальных государственных исторических концепций. В диссертации Борисовой 1986 года был выдвинут тезис, что «почва для византийского стиля была подготовлена всей суммой идей, которые пронизывали историческую действительность России того времени, причём за словом „византийский“ вставала целая цепь ассоциаций, включавших идеи государственности и официального православия». Борисова признавала Константина Тона основоположником русско-византийского стиля, но не находила в его работах новаторских решений в области церковного зодчества.
Искусствовед Евгения Кириченко, исследовавшая различные направления русского стиля, показала, почему сам Константин Тон называл свой стиль русско-византийским и каким образом его архитектура была связана с концепцией Москва — Третий Рим. Кириченко считала русско-византийский стиль направлением русской эклектики и отмечала, что Константин Тон пользовался теми же методами, что и другие архитекторы того времени, что было особенно заметно в Храме Христа Спасителя в Москве. Исследовательница высоко оценивала художественные качества произведений стиля, но отмечала, что в эстетических оценках современников и последующих поколений главными оказались не архитектурные качества, а ассоциации, которые русско-византийский стиль вызывал, будучи связан с государственной идеологией.
Изучению развития русско-византийского стиля посвятила свои работы историк архитектуры Татьяна Славина, автор первых и единственных монографий о творчестве Константина Тона. По её мнению, творчество Константина Тона демонстрировало преемственность московской школе XIV—XVI века, переосмысленную через призму архитектуры XVIII—XIX века, и в этом заключалась общеметодологическая ценность его работ. Славина обозначила, что соединение монархических идей с идеями народности было в целом характерно для 1830-х годов, поэтому стало и закономерным появление русско-византийского стиля. Вместе с тем, Славина высокого оценивала профессиональный уровень Тона, отметив, что он не просто продолжал традиции русской и европейской архитектуры, но и способствовал их развитию.
В докторской диссертации Владимир Лисовский рассматривал связь русско-византийского стиля с самодержавной властью. Автор находил, что церковная архитектура Тона стала для самодержавия удобным «противовесом» либерально-демократической идеологии. Монументальные и грандиозные архитектурные объёмы стиля гармонировали с монархической идеей, а формальное сходство с русским средневековым церковным зодчеством обеспечивало связь с романтическим национализмом, выражавшим в то время демократические идеи. Такие особенности русско-византийского стиля, по мнению исследователя, стали причиной его двойственного восприятия.

### Конец XX — начало XXI века
В конце XX — начале XXI века интерес к изучению русско-византийского стиля возрос среди архитекторов и культурологов, что было связано с поисками Русской православной церковью прообразов для церковного строительства, проведением реставрационных работ и культурологическими исследованиями. Из искусствоведов и историков архитектуры в постсоветский период тему разрабатывали Елена Борисова, Борис Кириков, Евгения Кириченко, Владимир Лисовский, Юрий Савельев, Татьяна Славина, Алексей Щенков. В их работах 1990—2000-х годов был преодолён пристрастный подход к оценке русского стиля в целом, а также произошёл отказ от ангажированного восприятия творчества Константина Тона и его последователей. Многочисленные научные работы стилю посвятил священник РПЦ, искусствовед Александр Берташ, находивший, что начиная с работ Константина Тона церковная архитектура приобрела стилеобразующий характер и обособилась от гражданского зодчества, при этом выражение в русско-византийском стиле государственной идеологии являлось его достоинством и ответом на чрезмерную секуляризацию и европеизацию того времени.
Член-корреспондент Российской академии архитектуры и строительных наук Алексей Щенков, в вышедшей под его редакцией коллективной монографии «Архитектура русского православного храма», исследовал русско-византийский стиль в контексте философско-культурных взглядов эпохи посредством иконологического метода Эрвина Панофского. Учёный пришёл к выводу, что русско-византийский стиль формировался на основе светского мышления и изначально не выражал русское православное сознание, но позже секулярные программные установки корректировались церковью, признававшей стиль, в котором иконографические знаки вербализировали православные ценности. Доктор философских наук Людмила Клюкина изучала русско-византийский стиль посредством семиотического анализа в контексте теорий интерпретации архитектурных произведений Умберто Эко и Романа Ингардена. Особое внимание исследовательница уделяла амбивалентному восприятию русско-византийского стиля на культурологическом уровне.

## Примеры русско-византийского стиля
Ранние образцы
- Церковь Александра Невского в Потсдаме (1826—1830)
- Спасо-Преображенский собор в Нижнем Новгороде (1827—1835)
- Десятинная церковь в Киеве (1828—1842)

По проектам Константина Тона
- Церковь Великомученицы Екатерины в Екатерингофе (1831—1837)
- Екатерининский собор в Пушкине (1835—1840)
- Петропавловская церковь в Петергофе (1836—1839)
- Введенский собор лейб-гвардии Семёновского полка (1836—1842)
- Храм Христа Спасителя в Москве (1839—1883)
- Большой Кремлёвский дворец (1839—1849)
- Храм Преображения Господня на Аптекарском острове (1840—1845)
- Благовещенская церковь Конногвардейского полка (1844—1849)
- Троицкий кафедральный собор в Томске (1844—1900)
- Губернаторский дворец в Казани (1845—1848)
- Владимирский собор Задонского Рождество-Богородицкого монастыря (1845—1853)
- Троицкая церковь в Яранске (1845—1857)
- Богородице-Рождественский собор в Красноярске (1845—1861)
- Вознесенский собор в Ельце (1845—1889)
- Вознесенская церковь в Иваново (1848—1851)
- Боголюбский собор в Мичуринске (1848—1873)
- Оружейная палата (1849—1851)
- Мирониевская церковь Егерского полка (1850—1855)
- Собор Рождества Пресвятой Богородицы в Ростове-на-Дону (1854—1860)
- Собор Богоматери Умиление Авраамиева Городецкого монастыря (1857—1867)
- Борисоглебская церковь в Вышгороде (1861—1863)
- Вознесенская церковь в Нижнем Новгороде (1864—1877)

Постройки других авторов
- Сретенская церковь на Новом рынке в Одессе (1843—1847)
- Собор Святого Апостола Павла в Гатчине (1846—1852)
- Максимилиановская церковь в Екатеринбурге (1847—1876)
- Воскресенский Новодевичий монастырь в Санкт-Петербурге (1848—1860-е)
- Собор Святого Георгия Победоносца в Дербенте (1849—1853)
- Александро-Невский собор в Краснодаре (1853—1872)
- Успенский собор в Одессе (1855—1869)
- Трёхсвятская церковь в Нижнем Новгороде (1859—1860)
- Церковь Всех Святых на Казачьем кладбище в Омске (1859—1896)
- Вознесенский собор Вознесенского монастыря в Иркутске (1863—1873)
- Сергиевская церковь в Нижнем Новгороде (1865—1869)
- Собор Святой Равноапостольной Марии Магдалины в Варшаве (1867—1869)
- Казанский собор Казанского Явленского монастыря (1870)
- Успенский собор во Владивостоке (1876—1899)
- Троицкая церковь Свято-Троицкого Анзерского скита (1880—1884)